# さぬき市立前山小学校
さぬき市立前山小学校（さぬきしりつ まえやましょうがっこう）は、かつて香川県さぬき市前山にあった公立小学校。

## 概要
西側を山懐に抱かれ、眼下に前山ダムを一望できる高台に立っていたが、平成28年度（2017年3月）をもって閉校した。

## 沿革
- 明治5年 - 学制公布により榎木に仮校舎を設け来栖小学校を開く。
- 明治20年 - 簡易小学校と改称。中津に移転する。
- 明治36年 - 前山尋常小学校と改称。
- 昭和16年 - 前山国民学校と改称する。
- 昭和17年 - 国民学校高等科を設置する。
- 昭和22年 - 前山小学校と改称、高等科を廃止する。
- 昭和48年 - 前山ダム建設のため、後者を現在地に移転する。
- 平成14年 - さぬき市立前山小学校と改称する。
- 平成15年 - さぬき市立小学校小規模特別認可校制度の指定を受ける。
- 平成16年 - 交通安全子ども自転車香川県大会団体の部で第2位になる。
- 平成17年 - 交通安全子ども自転車香川県大会団体の部で初優勝する。
- 平成17年 - 交通安全子ども自転車全国大会に出場する。
- 平成20〜21年 - 度豊かな体験活動推進事業（文部科学省委託事業）
- 平成23年 - 香川県教育文化祭音楽会（アルファあなぶきホール）に出場する。
- 平成29年 - 長尾小学校と統合し、閉校した。

## 通学区域
- さぬき市全域

## 進学先中学校
- さぬき市立長尾中学校

## 交通
- JR四国高徳線造田駅より車で15分
- 琴電長尾線 長尾駅より車で10分
- さぬき市コミュニティバス あかコース127番バス停下中津